# Tomás Antônio Gonzaga
Pour les articles homonymes, voir Gonzaga (homonymie).
Tomás Antônio Gonzaga, né le 11 août 1744 à Miragaia (Porto) et mort en février 1810 sur l'île de Mozambique, est un poète brésilien d'origine portugaise.

## Biographie
Fils de João Bernardo Gonzaga et Tomásia Isabel Clark, d'origine britannique, il perd sa mère dans sa première année. Peu de temps après cette mort, son père déménage avec lui à Recife puis à Bahia, où João Bernardo sert dans la magistrature.
Gonzaga étudie chez un jésuite puis est renvoyé au Portugal à l'adolescence, pour suivre des cours de droit à l'Université de Coimbra, étude qu'il termine avec une thèse, Tratado de Direito Natural, fortement influencée par les idéaux des Lumières.
En 1782, il retourne au Brésil mais impliqué dans une conspiration, il est arrêté en 1789 et est envoyé dans une prison sur l'île des Cobras. Bien qu'il affirme sa totale innocence, il passe trois ans en prison avant d'être condamné en 1792, à l'exil perpétuel en Angola, plus tard commué en un exil de dix ans sur l' île de Mozambique. À ce moment-là, il était fiancé à une femme nommée Maria Doroteia Joaquina de Seixas Brandão (en), probablement la Marília de ses vers. Son espoir d'être libéré de sa prison pour revoir sa bien-aimée est un thème de premier plan de la deuxième partie de son livre de poésie Marília de Dirceu (en).
Arrivé au Mozambique, il tombe malade et est reçu charitablement par un riche gentleman portugais. Il épouse ensuite sa fille, Juliana de Sousa Mascarenhas, dont il aura deux enfants : Ana et Alexandre.
Gonzaga a vécu le reste de sa vie en exil et devient avocat.
Il meurt d'une maladie tropicale mais sa date exacte de décès reste inconnue, bien qu'il soit communément admis qu'il aurait eu lieu en février 1810. Ses restes sont au Museu da Inconfidência (en) à Ouro Preto.